# Ossiacher See

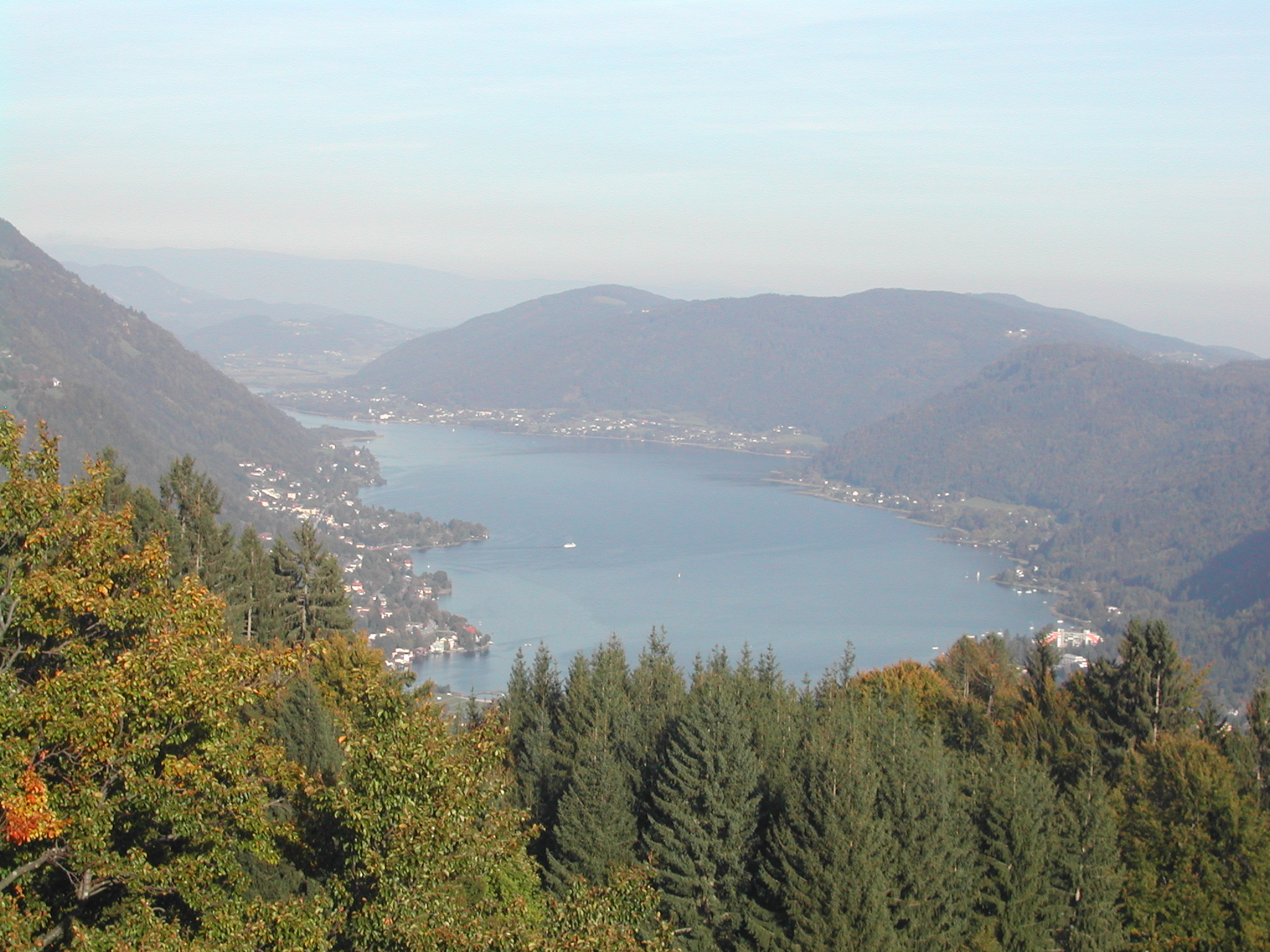
Blick vom Oswaldiberg auf den Ossiacher See

Der Ossiacher See ist der drittgrößte See des österreichischen Bundeslandes Kärnten. Er befindet sich nordöstlich von Villach.

## Geographie
Der See liegt auf einer Höhe von 501 m ü. A. und ist an seiner tiefsten Stelle 52 m tief, die Fläche beträgt ca. 10,5 km². Die größte Ausdehnung erreicht er von Südwesten nach Nordosten mit einer Länge von etwa 10,2 Kilometer, an der schmalsten Stelle zwischen Bodensdorf und Ossiach ist der See ungefähr 600 Meter breit. Der See ist eingebettet zwischen den bewaldeten Steilabfällen der Gerlitzen im Norden und den westlichen Ausläufern der Ossiacher Tauern im Süden. Der Ossiacher See ist holomiktisch, das heißt, er wird während der Zirkulationsphasen im Frühjahr und Spätherbst bis zum Grunde durchgemischt. Die Ostbucht wird von der Bleistatt eingenommen, einem Moor (Bleistätter Moor), das von der Tiebel, dem Hauptzufluss des Sees, durchströmt wird. Entwässert wird der See über den Villacher Seebach in die Drau.

### Orte, Gemeinden
Der Hauptort am See ist Ossiach mit dem bekannten Stift Ossiach, größte Gemeinde jedoch Villach mit dem Ortsteil Landskron. Der Rest des Sees verteilt sich auf die Gemeinden Treffen mit Annenheim und Sattendorf sowie Steindorf mit dem Ortsteil Bodensdorf.

### Zuflüsse
Die größten Zuflüsse des Ossiacher Sees sind (im Uhrzeigersinn vom Abfluss):
| Name               | Mündungsseite | Mündungsort | Einzugsgebiet in km² |
| ------------------ | ------------- | ----------- | -------------------- |
| Finsterbach        | Norden        | Sattendorf  | 03,0                 |
| Ulrichsgraben      | Norden        | Sattendorf  | 01,9                 |
| Rabenbach          | Norden        | St. Urban   | 05,0                 |
| Wernigbach         | Norden        | Bodensdorf  | 02,1                 |
| Klebersteiner Bach | Norden        | Unterberg   | 03,4                 |
| Steindorfer Bach   | Norden        | Steindorf   | 01,7                 |
| Tiebel             | Osten         | Steindorf   | 086,4                |
| Höflingbach        | Osten         | Prefelnig   | 011,2                |
| Rappitschbach      | Süden         | Alt-Ossiach | 02,0                 |
| Asebach            | Süden         | Fünfhaus    | 02,8                 |

## Fauna
Im See kommen folgende 21 Fischarten vor:
- Reinanke (Maräne, Coregonus lavaretus)
- Seeforelle (Salmo trutta f. lacustris)
- Regenbogenforelle (Oncorhynchus mykiss)
- Hecht (Esox lucius)
- Wels (Silurus glanis)
- Aalrutte (Lota lota)
- Aal (Anguilla anguilla)
- Aitel (Leuciscus delineatus)
- Brachse (Abramis brama)
- Güster (Blicca bjoerkna)
- Karausche (Carassius carassius)
- Karpfen (Cyprinus carpio)
- Laube (Alburnus alburnus)
- Rotauge (Rutilus rutilus)
- Rotfeder (Scardinius erythrophthalmus)
- Schleie (Tinca tinca)
- Zährte (Vimba vimba)
- Barsch (Perca fluviatilis)
- Zander (Sander lucioperca)
- Sonnenbarsch (Lepomis gibbosus)
- Barbe (Barbus barbus)

Ingo Findenegg hatte in seiner Arbeit 1934 zusätzlich noch folgende Arten genannt: Gründling (Gobio gobio), Bitterling (Rhodeus sericeus amarus), Schneider (Aburnoides bipunctatus), Nerfling (Leuciscus idus), Hasel (Leuciscus leuciscus), Schmerle (Barbatula barbatula).
Die Edelkrebs-Bestände im See waren 1890 die ersten in Kärnten, die von der Krebspest befallen wurden. Heute werden immer wieder Exemplare gesichtet, die aus den umliegenden Bächen eingewandert sein dürften. Die Wandermuschel wurde 1972 in den See eingeschleppt und hat sich stark vermehrt, mit ihr das Blässhuhn.
Charakteristische Wasservögel am See sind Haubentaucher, Blässhuhn und Stockente. Seltener sind Wasserralle, Zwergrohrdommel, Rohrschwirl und Drosselrohrsänger, Beutelmeise, Pirol und Eisvogel. Der Vogelbestand ist in den letzten zehn Jahren stabil geblieben.

## Flora und Vegetation

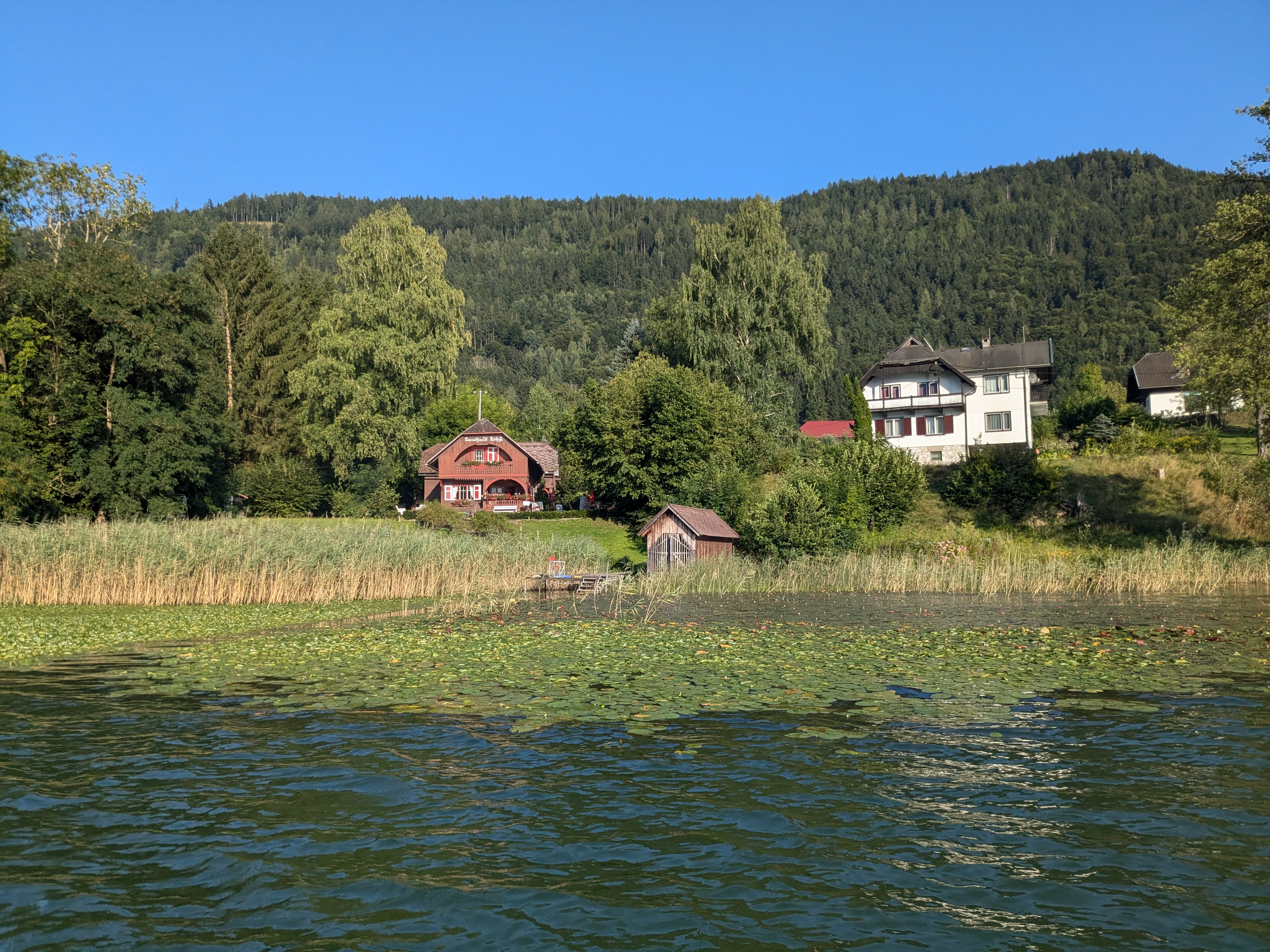
Schwimmblattzone und Schilfgürtel in Ostriach

An Schwimmblattpflanzen kommen im See Seerose (Nymphaea alba) und Gelbe Teichrose (Nuphar lutea) vor. Landeinwärts folgen Gewöhnliche Teichbinse (Scirpus lacustris) und Rohrkolben, sodann Schilf (Phragmites australis). Eine seltene Pflanzenart im Röhricht ist der Kalmus (Acorus calamus), der hier häufig gemeinsam mit Igelkolben (Sparganium erectum) und Sumpf-Schwertlilie (Iris pseudacorus) wächst. Weiter landeinwärts folgt ein Gürtel aus Großseggen, vor allem Horsten der Steifen Segge (Carex elata), gefolgt von einem Schwarz-Erlen-Bruchwald. Die Flachmoore sind heute weitgehend durch Wiesen, Weiden und Äcker verdrängt. Eine Besonderheit im Bereich der Tiebelmündung ist die Wassernuss (Trapa natans).

## Naturschutz
Naturbelassene Seen- und Uferbereiche des Ossiacher Sees wurden zu Natur- und Landschaftsschutzgebieten erklärt. Im Bereich des Ossiacher Sees wurden einige Gebiete als Natur- oder Landschaftsschutzgebiete ausgewiesen:
- Naturschutzgebiet Tiebelmündung: 30,5 ha,
  - LGBl 1959/30. In: Landesgesetzblatt für Kärnten, Jahrgang 1959, S. 67 f. (online bei ANNO).,
  - LGBl 1960/19. In: Landesgesetzblatt für Kärnten, Jahrgang 1960, S. 16. (online bei ANNO).,
  - LGBl 1968/16. In: Landesgesetzblatt für Kärnten, Jahrgang 1968, S. 18. (online bei ANNO).
- Naturschutzgebiet Jammernspitz: 5,1 ha,
  - LGBl 1959/31. In: Landesgesetzblatt für Kärnten, Jahrgang 1959, S. 69. (online bei ANNO).,
  - LGBl 1960/19. In: Landesgesetzblatt für Kärnten, Jahrgang 1960, S. 16. (online bei ANNO).
- Naturschutzgebiet Meerspitz: 8 ha,
  - LGBl 1957/65. In: Landesgesetzblatt für Kärnten, Jahrgang 1957, S. 144. (online bei ANNO).
- Naturschutzgebiet Ossiacher See-Westbucht: 8 ha,
  - LGBl 1964/15. In: Landesgesetzblatt für Kärnten, Jahrgang 1964, S. 25 ff. (online bei ANNO).
- Landschaftsschutzgebiet Ossiacher See-Ost: 284 ha,
  - LGBl 1970/26. In: Landesgesetzblatt für Kärnten, Jahrgang 1970, S. 31 f. (online bei ANNO).
- Landschaftsschutzgebiet Ossiacher See-West: 20 ha,
  - LGBl 1970/37. In: Landesgesetzblatt für Kärnten, Jahrgang 1970, S. 43 f. (online bei ANNO).
- Landschaftsschutzgebiet Bodensdorf: 10 ha,
  - LGBl 1970/25. In: Landesgesetzblatt für Kärnten, Jahrgang 1970, S. 30 f. (online bei ANNO).

## Tourismus

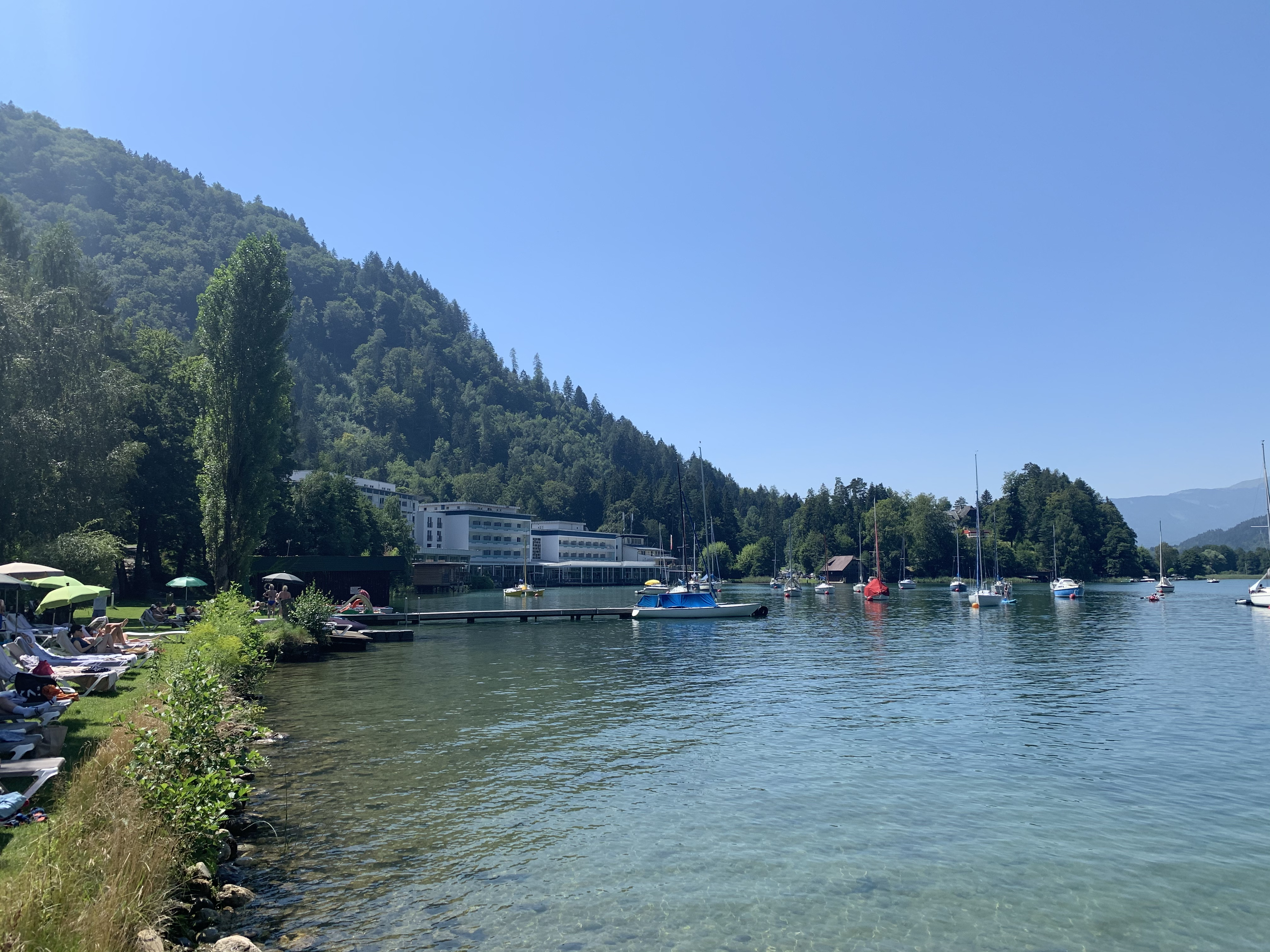
Robinson Club Landskron am Südufer des Ossiacher Sees

Der Ossiacher See ist ein bedeutendes Fremdenverkehrsgebiet mit jährlich rund zwei Millionen Nächtigungen. Die wichtigsten Urlaubsorte direkt am See sind Annenheim, Sattendorf, Bodensdorf, Steindorf und Ossiach.
Um den See führt mit dem Ossiacherseeradweg R2 eine etwa 25 km lange Radroute. Mit den Etappen 18 bis 20 führt mit dem Alpe Adria Trail auch ein 690 km langer Weitwanderweg, der vom Fuß des Großglockners in Kärnten Österreich bis nach Muggia in Friaul-Julisch Venetien an der Adriaküste Italiens führt, an die Region des Ossiacher Sees.
Mit dem Familywald existiert seit 2014 ein Naturfreizeitpark mit Waldachterbahn, Baumwipfelpfad, Erlebnisweg, Kletterwald und Waldspielplatz.

## Eislaufen und Eislaufverbot
Laut dem Feldkirchner Bezirkshauptmann Dietmar Stückler, ist die Benutzung der Eisdecke an öffentlichen Gewässern jedermann unentgeltlich erlaubt, aber die Behörde kann im öffentlichen Interesse wasserpolizeiliche Verordnungen erlassen. Franz Hartlieb aus Bodensdorf, Anrainer, Jurist, passionierter Eisläufer und Erstbegeher des Eises im Winter 2016/2017 hat sich selbst angezeigt, das Betretungsverbot der Eisfläche übertreten zu haben, das die Bezirkshauptmannschaften Feldkirchen, Villach-Land und auch der Magistrat Villach am 27. Jänner 2017 verordnet haben. Hartlieb hält dieses Verbot für rechtswidrig, möchte es bis zum Verfassungsgerichtshof bekämpfen, um zu erreichen, dass es „untergeht“. Bevor das „Verbot Eisflächen zu betreten“ verordnet wurde, wurden medial Menschen scharf kritisiert, die in der Nähe von eisfreien Stellen, also auf als unzuverlässig dünn eingeschätztem Eis eisgelaufen sind. Am höhergelegenen Weißensee gibt es einen Eismeister, der über die Freigabe von Eisflächen entscheidet, die Pflege der Eisfläche übernimmt und verschiedentlich Fehlstellen im Eis mit Tannenzweigen markiert, dies erfolgt am Ossiacher See nicht.

## Geschichte

### Mittelalter und Frühe Neuzeit
Am 9. September 878 übergab Ludwig der Deutsche lt. Urkunde dem Bischof Adalwin den Königshof Treffen, der die Region rund um den Ossiacher See beinhaltete. Die Grenzen der Herrschaft werden wie folgt beschrieben: im Norden die beiden Seen im Tal über Afritz nach Puch im Drautal bis zur Stadtbrücke in Villach, von dort zum Dürenbach (Zauchenbach bei Wernberg) über die Ossiacher Tauern zum roten Felsen (Tiffner Grenzkreuz) über die Gerlitze nach Arriach und Wöllan, wo sich der Kreis am Feldsee wieder schließt.
1007 gelangte ein erheblicher Teil des Königshofs an den Grafen Ozzius, der das Benediktiner Stift Ossiach gründete. Der Name Ossiach leitet sich von der slowenischen Bezeichnung für die Gegend, osoje, was „Die von der Schattseite“ bedeutet ab. Das Stift entwickelte sich zu einem kirchlichen und kulturellen Zentrum der Region. Die Mönche des Stiftes bauten rund um den Ossiacher See in Stöcklweingarten und in Poitschach Wein an. Das Kloster wurde schließlich im Jahr 1783 auf Befehl von Kaiser Joseph II. aufgelöst.

### Kriegsrelikte
Am 1. Oktober 2021 kam ein 59-jähriger Deutscher in Steindorf am Ossiacher See  ums Leben, als eine aus dem See stammende Panzerfaust, die er bearbeitete, explodierte.
Der unverletzt gebliebene 44-Jährige, der beim Ertauchen und Magnetfischen von Kriegssachen mitgewirkt hatte, wurde am 10. Oktober 2022 – nicht rechtskräftig – wegen verbotenen Waffenbesitzes nach dem Waffengesetz zu einer Geldstrafe verurteilt. Seine Feuerwerkerlizenz wurde ihm aberkannt.

## Literatur

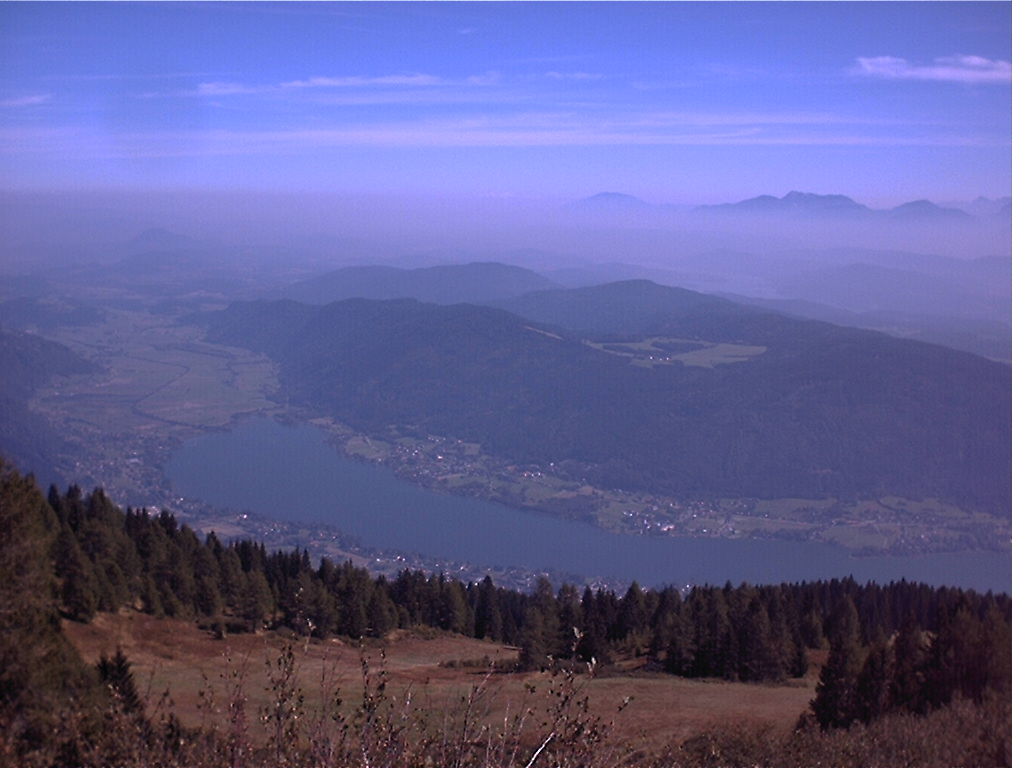
Blick von der Gerlitzen 2003